# Obce v Maďarsku
Maďarsko je rozděleno do 19 žup, které jsou dále děleny na 175 okresů. Výjimkou je hlavní město Budapešť, kterému náleží zvláštní statut. V Maďarsku je též 23 měst s župním právem, která mají stejná, nebo podobná práva, jako župy.

## Obce

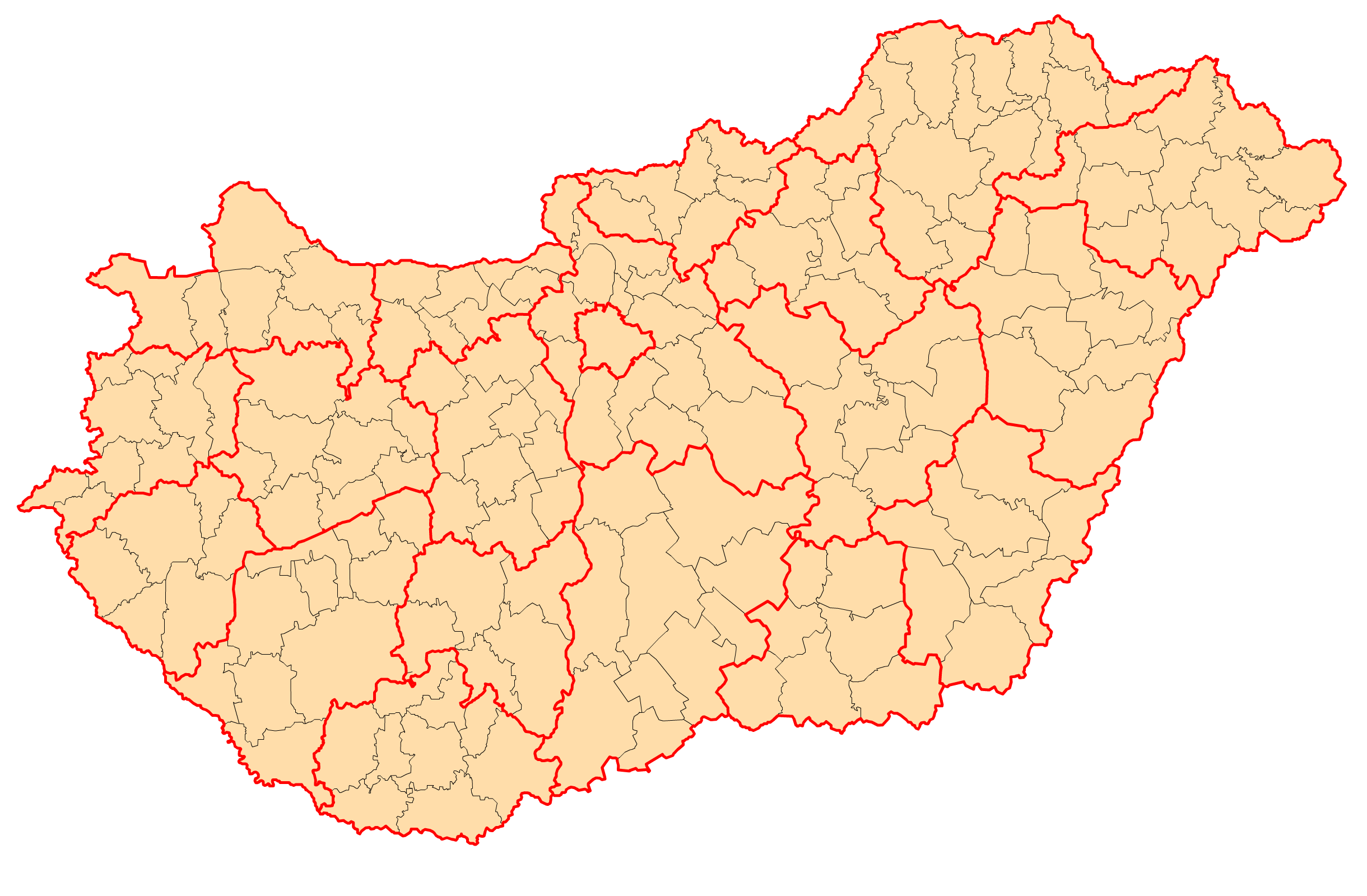
Červeně jsou odděleny župy a šedě okresy

V Maďarsku je 3 152 obcí.
- Seznam obcí v Maďarsku, A
- Seznam obcí v Maďarsku, B
- Seznam obcí v Maďarsku, C
- Seznam obcí v Maďarsku, D
- Seznam obcí v Maďarsku, E
- Seznam obcí v Maďarsku, F
- Seznam obcí v Maďarsku, G
- Seznam obcí v Maďarsku, H
- Seznam obcí v Maďarsku, I
- Seznam obcí v Maďarsku, J
- Seznam obcí v Maďarsku, K
- Seznam obcí v Maďarsku, L
- Seznam obcí v Maďarsku, M
- Seznam obcí v Maďarsku, N
- Seznam obcí v Maďarsku, O
- Seznam obcí v Maďarsku, P
- Seznam obcí v Maďarsku, R
- Seznam obcí v Maďarsku, S
- Seznam obcí v Maďarsku, T
- Seznam obcí v Maďarsku, U
- Seznam obcí v Maďarsku, V
- Seznam obcí v Maďarsku, Z